# Passerelles de l'Yvette
Passerelles de l'Yvette est un journal bimensuel, à thématique chrétienne, dont les parutions s'effectuent dans les communes de Bures-sur-Yvette, Gif-sur-Yvette (dont les quartiers de Chevry et Belleville), Les Ulis, Orsay, Saint-Aubin, Saclay et Villiers-le-Bâcle.
Ce périodique associatif édité par Les Amis du journal du secteur de l'Yvette, à Orsay est imprimé à Courbevoie, avec un tirage de 17 000 exemplaires[réf. souhaitée].